# رابرت استراد
رابرت استراد (انگلیسی: Robert Stroud؛ ۲۸ ژانویهٔ ۱۸۹۰ – ۲۱ نوامبر ۱۹۶۳) پرنده‌شناس، و جانورشناس اهل ایالات متحده آمریکا بود. وی زمانی به پرنده باز آلکاتراز نیز معروف بود.
او متولد سیاتل بود و در ۱۳ سالگی برای فرار از دست پدر بدزبانش به آلاسکا رفت. او از ۱۸ سالگی به عنوان قواد مشغول به کار شد و در ژانویه ۱۹۰۹ برای کشتن یک میخانه‌دار که به معشوقه‌اش حمله کرده بود به ۱۲ سال زندان در زندانی در جزیره مک‌نیل در پیوجت ساند محکوم شد و در آنجا او که به یک زندانی خطرناک مشهور شده بود با کشتن یک نگهبان به اعدام با طناب دار محکوم اما پس از چندین محاکمه با یک درجه تخفیف به حبس ابد در زندان انفرادی محکوم شد.
او  در سال ۱۹۲۰ هنگام گذراندن انفرادی در زندان لونورث یک گنجشک زخمی را در حیاط خلوت زندان پیدا کرد که به نگهداری از آن پرداخت و طی چند سال مجموعه قناری‏‌هایش به ۳۰۰ عدد رسید و حتی کتاب‌هایی هم در زمینه بیماری‌ها و راه درمان آنها نوشت
اما سال‌ها بعد مقامات بالا پرندگان او را گرفتند و او حتی در زندان هم تسلیم نشد او با کمک مادرش شروع به مبارزاتی کرد که مقامات حاضر شدند معامله کنند ولی این معامله بیشتر سودی برای دولت بود نه برای رابرت، ولی با این حال او معامله را نپذیرفت و برای اینکه صدایش در تمام سراسر آمریکا شنیده شود با دختری در زندان ازدواج کرد که باعث شد بیشتر پرنده بازها و مردم متوجه حضور او باشند مردی که تا سوم دبستان درس خوانده ولی با تلاش و مطالعه به یک دانشمند تبدیل شده آن هم در زندان. استراد از سال ۱۹۴۲ تا ۱۹۵۹ در زندان آلکاتراز بود که در آنجا اجازه نگهداری از پرندگان را نداشت. او حتی در یک شورش در زندان آلکاتراز با مقامات همکاری کرد و با خلع سلاح زندانیان به شورش پایان داد و او در سال ۱۹۵۹ از زندان آلکاتراز به مرکز پزشکی زندانیان فدرال در اسپرینگفیلد، میزوری انتقال یافت و تا زمان مرگ در ۲۱ نوامبر ۱۹۶۳ در آنجا بود.